# Duc de Guimarães
 (mars 2023).
Si vous disposez d'ouvrages ou d'articles de référence ou si vous connaissez des sites web de qualité traitant du thème abordé ici, merci de compléter l'article en donnant les références utiles à sa vérifiabilité et en les liant à la section « Notes et références ».
Pour les articles homonymes, voir Guimarães (homonymie).

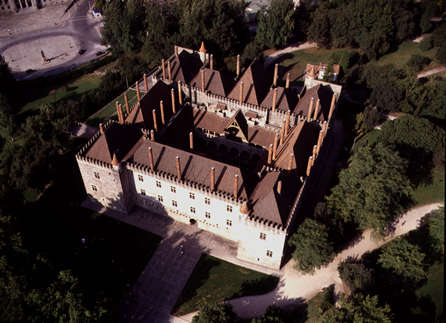
Palais des ducs de Bragance à Guimarães (vue aérienne).

Le titre de duc de Guimarães est créé en 1475 par le roi Alphonse V de Portugal en faveur de Ferdinand II, 3e duc de Bragance. Ferdinand avait été fait comte de Guimarães en 1464, puis élevé à la dignité ducale. Le titre reste dans la maison de Bragance jusqu'au mariage d’Isabelle de Bragance avec l'infant Édouard (1515-1540).

## Liste des ducs de Guimarães

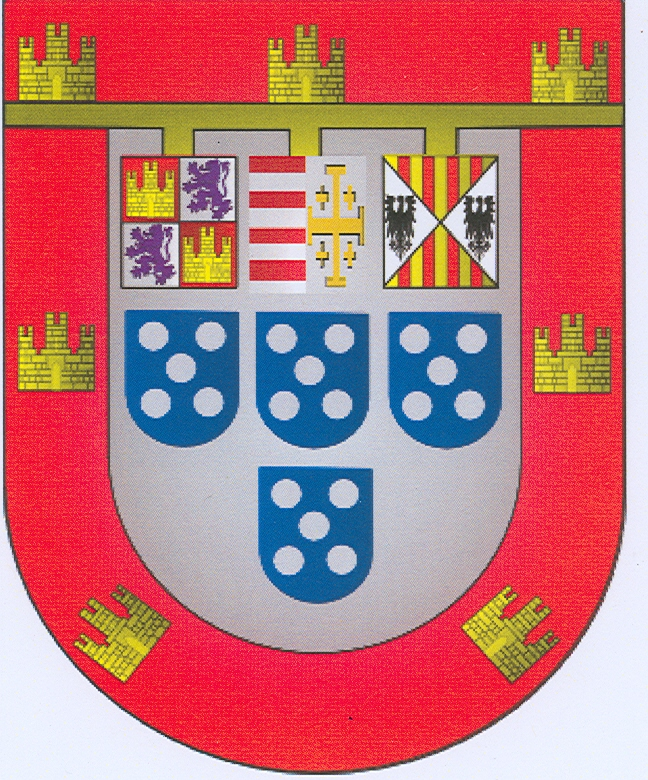
Armes d’Édouard de Portugal,
4e duc de Guimarães.

1. Ferdinand II (1430-1483), 3e duc de Bragance, comte de Guimarães de 1464 à 1475, puis duc à partir de cette date, arrière-petit-fils du roi Jean Ier ;
2. Jacques Ier (1479-1532), 4e duc de Bragance, son fils ;
3. Théodose Ier (1510-1563), 5e duc de Bragance, son fils ;
4. Édouard Ier (1515-1540), infant de Portugal, fils du roi Manuel Ier et frère cadet du roi Jean III, 4e duc de Guimarães en 1537, à la suite de son mariage avec Isabelle, sœur de Théodose Ier ;
5. Édouard II (1541-1576), infant de Portugal, 5e duc de Guimarães, fils du précédent ;
6. Jean IV (1604-1656), 8e duc de Bragance puis roi de Portugal (fils du 7e duc de Bragance : Théodose II, lui-même fils du 6e duc de Bragance, Jean Ier (fils du duc Théodose Ier ci-dessus) et de Catherine infante de Portugal (fille de l'infant Edouard 4e duc de Guimarães ci-dessus et d'Isabelle sœur du 5e duc de Bragance Théodose Ier ; sœur du 5e duc Edouard II) ;

### Titre de courtoisie
1. Adelgonde de Jésus de Bragance ;
2. Duarte de Bragance.